# مری-راستیلا
مِری-راسْتیلا (به فنلاندی: Meri-Rastila) یک منطقهٔ مسکونی در فنلاند است که در هلسینکی واقع شده‌است. مری-راستیلا ۱٫۹۰ کیلومتر مربع مساحت و ۵٬۰۴۹ نفر جمعیت دارد.